# Neomochtherus rothkirchii
Neomochtherus rothkirchii är en tvåvingeart som först beskrevs av Speiser 1913.  Neomochtherus rothkirchii ingår i släktet Neomochtherus och familjen rovflugor. Inga underarter finns listade i Catalogue of Life.